# Trichomasthus marsus
Trichomasthus marsus är en stekelart som först beskrevs av Walker 1837.  Trichomasthus marsus ingår i släktet Trichomasthus och familjen sköldlussteklar. Arten är reproducerande i Sverige. Inga underarter finns listade i Catalogue of Life.